# Begendeng
Begendeng is een bestuurslaag in het regentschap Nganjuk van de provincie Oost-Java, Indonesië. Begendeng telt 2120 inwoners (volkstelling 2010).